# Oncopsis deluda
Oncopsis deluda är en insektsart som beskrevs av Hamilton 1983. Oncopsis deluda ingår i släktet Oncopsis och familjen dvärgstritar. Inga underarter finns listade i Catalogue of Life.